# Faszczówka (obwód tarnopolski)
Faszczówka (ukr. Фа́щівка) – wieś na Ukrainie w rejonie tarnopolskim należącym do obwodu tarnopolskiego.

## Historia
Prawem spadku i posagu nabyła klucz grzymałowski Konstancja Rzewuska, matka Wacława Seweryna Rzewuskiego o przydomku «Emir». Komornik graniczny Erazm Bromirski z Bromierza herbu Pobóg, syn Maryana na licytacji kupił Faszczówkę wraz z miasteczkiem Tarnoruda.
W II Rzeczypospolitej w powiecie skałackim województwa tarnopolskiego. Stacjonowały tu jednostki graniczne Wojska Polskiego: we wrześniu 1921 w Faszczówce wystawiła placówkę 4 kompania 23 batalionu celnego. W 1939 r. wieś liczyła 950 mieszkańców, z których 30% stanowili Polacy. W latach 1944–1945 nacjonaliści ukraińscy z OUN - UPA zamordowali tutaj 10 Polaków.
We wsi urodził się ks. Ignacy Chmielewski SJ (1788–1869) – polski pedagog, wykładowca w Akademii Połockiej w latach 1813-1814, ksiądz katolicki.
Do 2020 w rejonie podwołoczyskim.